# Ranunculus komarowii
Ranunculus komarowii är en ranunkelväxtart som beskrevs av Josef Franz Freyn. Ranunculus komarowii ingår i släktet ranunkler, och familjen ranunkelväxter. Inga underarter finns listade i Catalogue of Life.